# 강혜민
강혜민(1986년 5월 19일 ~)은 대한민국의 아나운서, 가수다.

## 방송
- 내일은 미스트롯 (2019) - Top38
- 이야기가 있는 풍경 (2019)

## 음반
- 열만 세 (2018)

### 투 오브 어스
- 소소한 하루 (2018)
- 그대와 함께라면 (2019)
- 두근x8 (2021)